# 테세우스

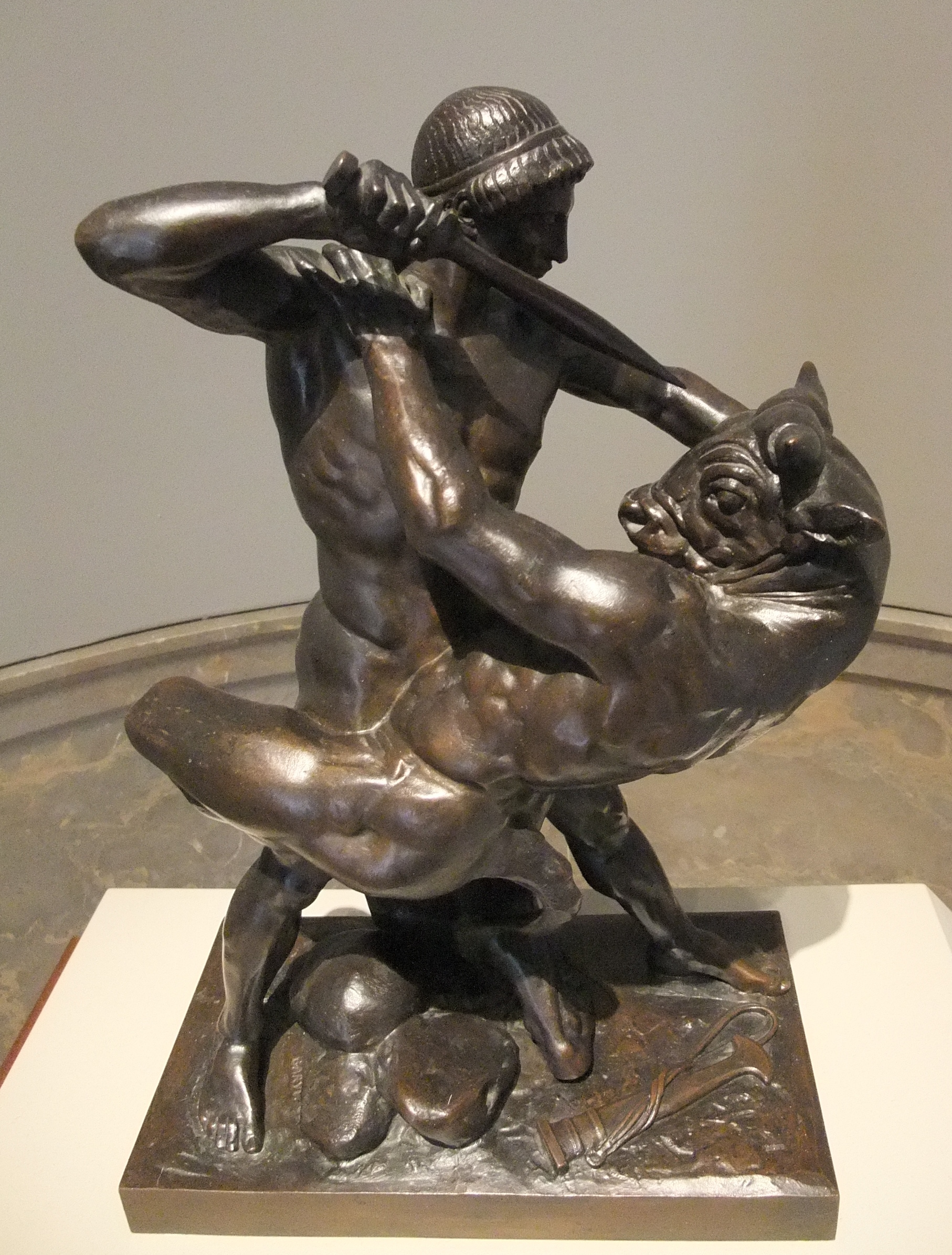
〈미노타우로스를 베는 테세우스〉 (1843년 작). 앙투안루이 바리의 청동 조각 작품.

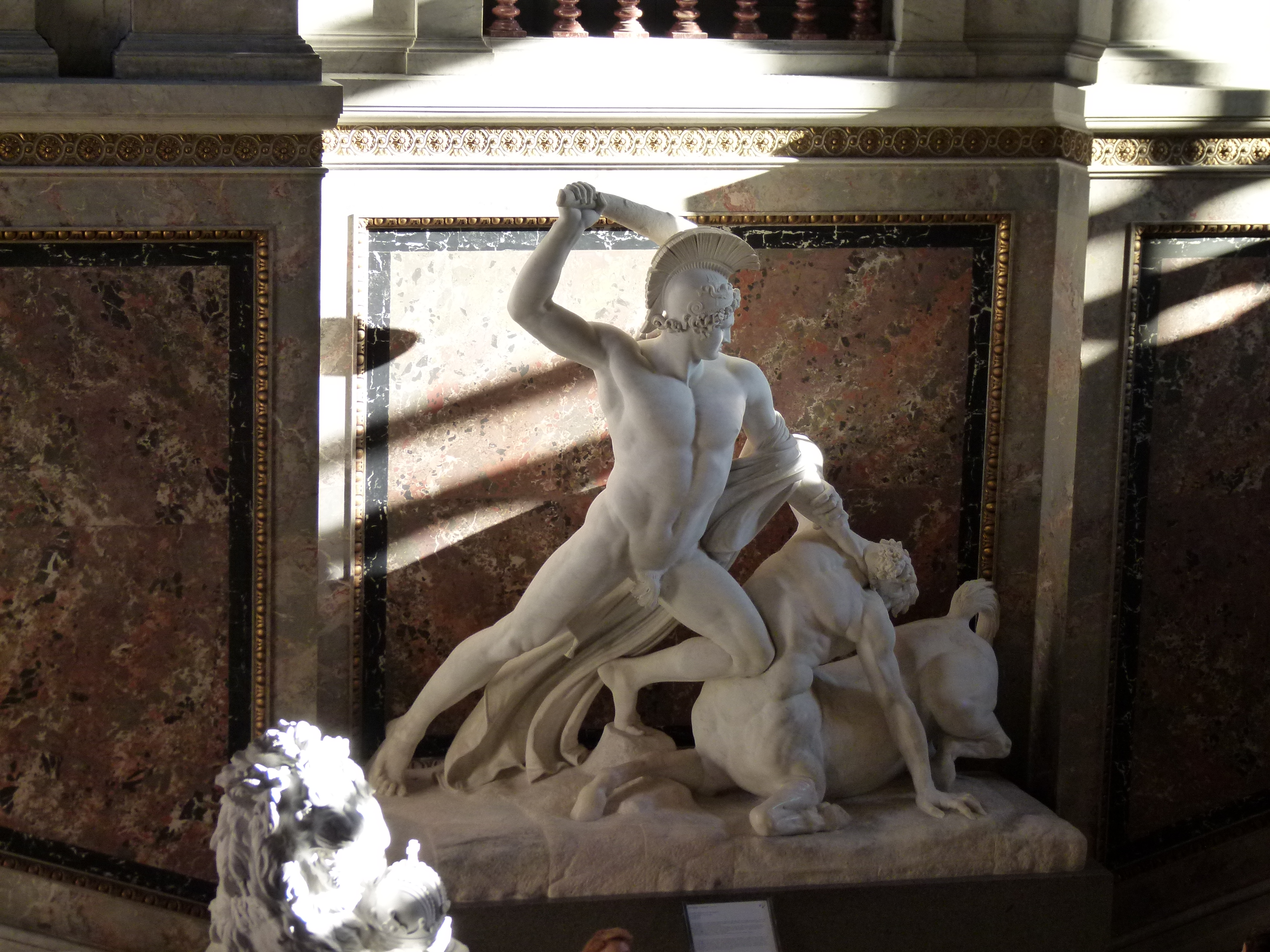
테세우스와 켄타우로스, 안토니오 카노바 작

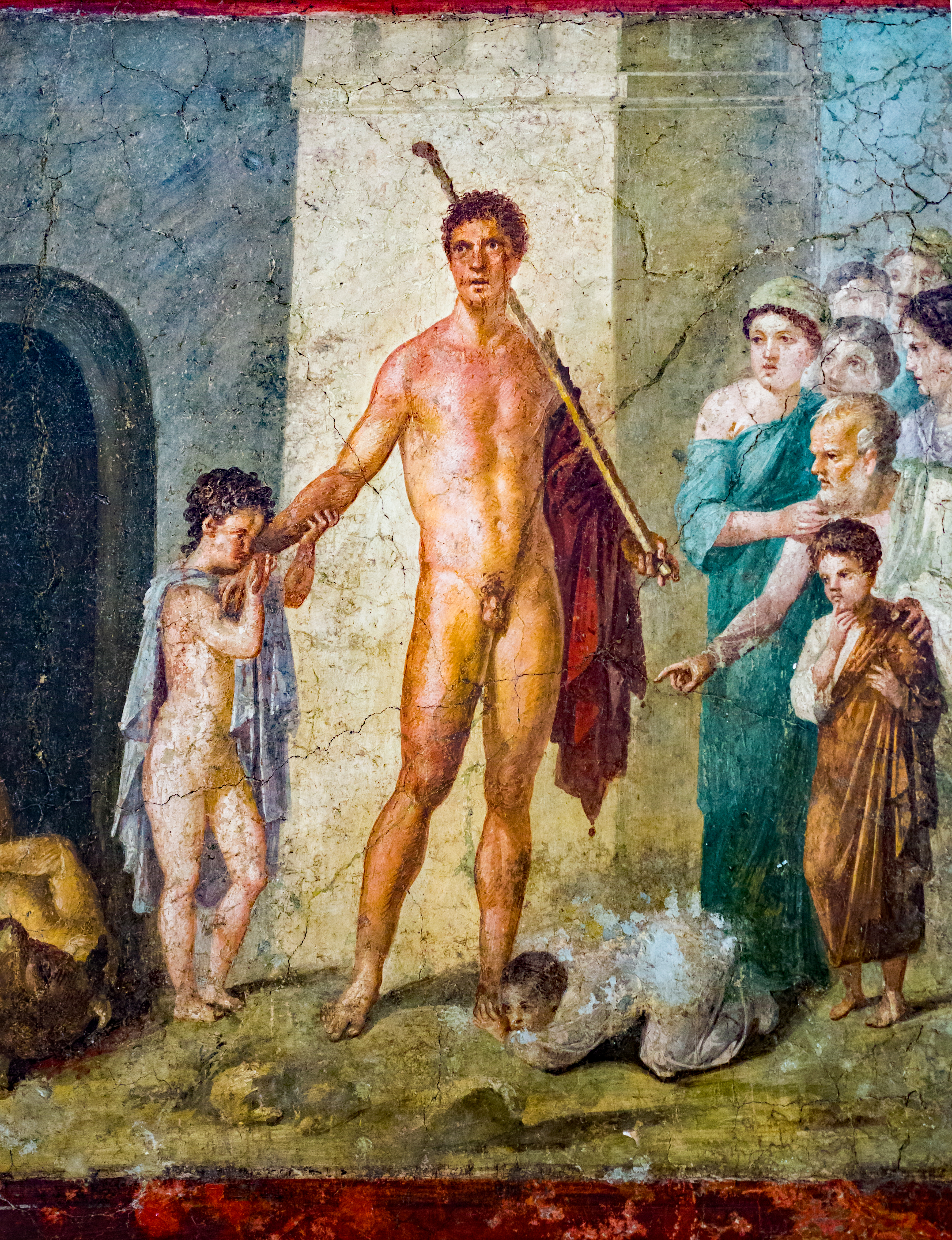
폼페이의 벽화에 그려진 미노타우르스를 살해하고 아테네 소년(좌측)을 구한 테세우스(중앙)의 모습. 크레타 사람들(우측)이 놀란 표정으로 이 모습을 바라보고 있다.

테세우스(Theseus, 고대 그리스어: Θησεύς, 그리스어: Θησέας)는 고대 아테나이의 전설적인 군주이자 반 전설적인 인물이다. 테세우스는 페르세우스, 벨레로폰, 헤라클레스와 같이 그리스의 지방 시조 영웅에 속한다. 아버지는 포세이돈 혹은 아테나이의 왕 아에게우스이고, 어머니는 트로이젠의 공주 아에트라이다. 이후 아에게우스와의 관계를 알게 된 후, 육지를 통해 아테나이로 여행을 떠난다. 아테네에 도착한 뒤 아에게우스가 이아손의 전처인 메데이아와 결혼했다는 것을 알게 된다.
테세우스에 대한 가장 유명한 전설은 미노타우로스를 죽인 이야기이다. 이후 아테나이의 아래 보이오티아, 아티카 등 그리스 남부 아티케 반도를 정치적으로 통일 (그리스어: συνοικισμός, "synoikismos", 시노이키스모스)했다. 이 과정은 각 지방의 특색을 강하게 나타내는 괴물과 짐승들을 정복하는 여정을 통해 상징적으로 묘사된다. 통일왕이었기에 테세우스는 아크로폴리스의 요새 위에 왕궁을 건설하고 입궁했다. 이는 미케네에서 발굴된 것과 흡사하다. 파우사니아스는 테세우스가 왕국을 통일한 후 아크로폴리스의 남쪽 기슭에 아프로디테와 페이토의 상을 세웠다고 전한다.
칼리돈의 멧돼지 사냥에도 참가했고, 헤라 여신의 저주로 술에 취해 본부인 메가라와 세 자식을 살해한 후 자살하려는 헤라클레스를 말려서 신앙 생활에 귀의하게 했으며, 아버지를 살해하고 고향에서 추방된 뒤 아무 곳에서도 받아주지 않는 오이디푸스를 아테네로 받아들여 대우하고 여생을 보내도록 편의를 봐주었다. 또한 테베 전쟁 때 피난 온 오이디푸스의 딸 이스메네를 돌봐주었고, 적군 병사들 시신을 들판에 방치하여 개와 까마귀 밥으로 던져 버린 테바이 왕 크레온에게 죄를 물은 후 적군의 장례를 치르게 해 주고 되돌아가기도 했다.
플루타르코스의 저서 《테세우스의 생애》는 미노타우로스족의 죽음, 테세우스의 탈출, 미노스 왕의 딸 아리아드네와의 낭만적인 관계와 배신에 대한 여러 이야기들을 전한다. 플루타르코스는 테세우스의 이야기를 로마의 건국자인 로물루스의 삶과 비교한다. 플루타코스가 인용한 참고 문헌에는 페레퀴데스(기원전 5세기 중반), 데몬(기원전 400년경), 필로코루스(기원전 4세기경), 클리데모스(기원전 4세기경)등이 쓴 테세우스 전기가 있으나 이들 문헌은 현재 전하지 않는다.
테세우스의 실존 여부는 아직 증명되지 않았지만, 학자들은 그가 청동기 시대 후기, 혹은 기원전 8세기나 9세기의 왕이었을 것으로 본다.

## 생애

### 출생
아테나이의 군주 아버지 아이게우스는 늦도록 아이가 없었다. 그의 형제 니소스는 외손자 벨레로폰이 이미 테어났다. 형제들이 있던 그는 결국 아들을 원했던 그는 마법사 메데이아와 결혼하기도 했다.
아버지 아이게우스는 델포이의 아폴론 신전에게 조언을 구했다. 그의 예언은 '네가 아테네로 돌아올 때까지 포도주 가죽의 부푼 입구를 풀지 말라'고 예언했다. 아이게우스는 예언을 이해하지 못하고 실망했다. 그는 친구인 트로에젠의 왕 피테우스의 조언을 구했다. 피테우스는 예언을 이해하고, 일부러 아이게우스를 술에 취하게 하고, 아이게우스에게 그의 딸 아에트라를 주었다.

### 미노타우로스 퇴치
테세우스의 일화 중 유명한 것이 미궁에 침입하여 미노타우로스를 척살한 것이었다. 테세우스는 미노타우로스를 죽이고 나서 아리아드네를 비롯한 일행들을 데리고 귀환하려 했다. 그러나 중간에 아테나가 테세우스에게 아리아드네를 섬에 버리고 가라고 지시한다. 이에 테세우스는 아리아드네를 낙소스섬에 버렸는데 그 섬의 섬 주인인 디오니소스가 발견하여 아리아드네를 아내로 맞이한다.
일설에는 그가 퇴치한 미노타우로스는 미노아의 실권을 쥔 장군 타우로스라는 설도 있다. 로마의 역사학자 플루타르크는 이 설을 채택했다.

### 부왕의 자살과 즉위
테세우스는 떠나기 전 내가 살아서 돌아오면 백기를 들고, 죽어서 오면 흑기 그대로 두겠다 약속했다. 출발 전 배는 검정색 깃발로 달고 갔다. 그러나 경황이 없던 그는 깃발을 바꾸는 것을 잃어버렸다. 테세우스의 배가 오나 안오나를 아크로폴리스 언덕에 매일 나가다 보던 아이게우스는 어느날 검정색 깃발로 오던 배를 보고 아크로폴리스 언덕에서 투신하였다. 백일홍이 여기에서 유래했다는 전설이 있다.

### 집권과 통치
그는 예술가들을 지원, 후원하였다. 테세우스는 흙을 구워서 만든 도자기에 그 사람의 이름을 써서 시민의 대표를 선출하는 의회 제도를 최초로 실시했다. 전설에 의하면 이것이 민주주의와 예술 후원의 시초가 되었다 한다.
그는 또 시민 대표자은 국왕과 행정부를 견제하는 역할을 했다. 또한 테세우스의 부재 시 의회는 행정부의 상급 기관으로 정책을 대리하기도 했다. 그는 귀족, 승려, 공업인, 장사꾼, 농업인의 직업 또는 신분을 처음으로 법으로 구성하되, 동일한 시민권을 주었으며, 외국인에게 아테네 시민권을 부여하기도 했다. 이 일로 후대에 신분 제도를 구성했다는 비판을 받고 헤라클레스, 페르세우스, 벨레로폰 및 기타 영웅들보다 저평가 받는다.
테세우스의 측근이었던 헤르무스는 테세우스의 아내 안티오페를 연모하여 그녀에게 연모의 정을 밝혔으나 거절당했다. 좌절한 헤르무스는 자살했고, 테세우스는 헤르무스의 사연을 접한 후 벌주기를 청하는 주변의 청을 물리치고, 그의 사당을 지어 넋을 위로했다. 헤르무스의 동생 디오클레스를 한 주의 주지사로 보내기도 했다.

### 귀국 이후
그는 안티오페, 파이드라 등 아내를 모두 잃고 홀로 된 뒤 그는 페이리토스와 각자 제우스의 딸을 아내로 삼자는 내기를 했다. 두 사람은 점을 쳐서 스파르타의 공주 헬레네는 테세우스의 몫으로, 지하 세계의 여왕 페르세포네는 페이리토스의 몫으로 정했다. 페이리토스와 함께 지하의 왕 하데스의 아내 페르세포네를 납치하러 들어갔다가 지옥에 감금되었으나 헤라클레스에 의해 구출됐다. 그러나 헤라클레스는 어떤 이유인지 페이리토스는 방치해 두었다. 플루타르코스에 의하면 테세우스가 납치하려던 것은 몰로소스 왕의 딸이었으며, 헤라클레스가 갔을 때 페이리토스는 이미 개에게 물려 죽은 상태라서 구할 수 없었다고 한다.
아테네에 돌아온 테세우스는 에렉테우스의 후손을 사칭하는 메네스테우스가 선동한 시민들에 의해 쿠테타로 축출당했다. 그 후 스키로스섬에 은퇴했다가 스키로스 섬의 왕 리코메데스에게 암살당했다. 그리스로마신화에 의하면 리코메데스가 그를 절벽에서 떠밀었다 한다.

### 사후
테세우스 사후 천 년 뒤 페르시아 전쟁 때 어떤 사람이 땅을 파서 물이 솟아나게 하자 페르시아 군이 아테나이 군을 토벌하러 오다가 익사했다. 아테나이 시민들이 델포이에 그 뜻을 묻자, 테세우스의 영혼이 아테네 군을 도운 것이라는 신탁이 나왔다. 전쟁의 군사령관이었던 키몬은 페르시아 전쟁에서 승리한 후 테세우스의 유해를 모셔다가 아테네 시내에 건립한 테세이온 신전에 안장했다. 덕분에 테세우스는 사후 천 년 만에 명예를 회복했다. 이후 테세이온 신전은 가난하고 병든 자, 버림받은 자, 매춘부 등의 피난처 겸 안식처가 되었다.
헤로도토스 등에 의하면 그는 실존 인물이라 한다. 그러나 희극 《개구리》에서, 아리스토파네스는 테세우스를 아테네 일상에서 수행되는 수많은 전통을 만들어낸 인물로 묘사하고 있다. 미노스 문명(크레타 문명)과 아테네의 패권 혹은 기싸움을 다룬 이론이 옳은 것이라고 가정할 때, 테세우스는 실존 인물이 아니라 아테네 문명이 미노스 문명으로부터 해방된 사건을 상징하는 가공의 인물이라는 설도 있다.

## 평가
테세우스의 인생은 전기로 입에서 입으로 전해지다가 그리스의 역사학자, 헤로도토스의 역사 2편과, 로마 사람 역사학자 플루타르코스의 플루타르코스 영웅전 등을 통해 전한다. 로마 사람 플루타르코스가 적은 테세우스의 열전에서, 플루타코스는 테세우스의 업적, 즉 미노타우루스를 물리치고, 미궁을 빠져나오고, 아리아드네와 사랑에 빠지고 한 일에 대해 여러 각도의 설명을 하고 있다.
테세우스는 아테네의 중앙 집권화를 이룩한 영웅으로 전한다. 그러나 도리스 부족은 테세우스보다 헤라클레스를 높이 평가한다. 로마의 역사학자 겸 기록가 플루타르코스에 의하면 테세우스는 50살의 나이에, 스파르타의 18살 헬레네를 납치했다 한다. 그리스의 역사가 헤로도토스는 이를 근거로 인격적으로 보거나, 업적이라고는 볼 만한 것도 없는 보잘것없는 인물이라며 혹평을 남겼다.

## 같이 보기
- 아이게우스
- 아테나이
- 아리아드네
- 미노타우로스
- 헤라클레스
- 트로이젠
- 히폴리토스

## 참고 자료
- 홍사석, 살아있는 그리스의 신과 영웅들 (혜안, 1996)